# Głupice-Parcela
Głupice-Parcela – część wsi Głupice w Polsce położona w województwie łódzkim, w powiecie bełchatowskim, w gminie Drużbice.
W latach 1975–1998 Głupice-Parcela administracyjnie należały do województwa piotrkowskiego.